# 塔韋納河
46°53′29″N 7°18′28″E / 46.89139°N 7.30778°E
塔韋納河是瑞士的河流，位於該國西部，流經弗里堡州，屬於森瑟河的左支流，河道全長15公里，流域面積53平方公里，發源自迪丁根和塔費爾之間。